# Kaple Cybo (Santa Maria del Popolo)
Kaple Cybo-Soderini (italsky Cappella Cybo-Soderini) nebo také Kaple ukřižování (italsky Cappella del Crocifisso) je boční kaple baziliky Santa Maria del Popolo v Římě. Nejvzácnějšími uměleckými díly v kapli jsou fresky vlámského umělce Pietera van Linta vytvořené kolem v letech 1636-1637. Pro krásu svých obrazů, vzácnost mramorových obkladů pokrývajících její stěny a význam umělců podílejících se na její výzdobě je kaple považována za jednu z nejvýznamnějších sakrálních památek postavených v Římě v poslední čtvrtině 17. století.

## Historie

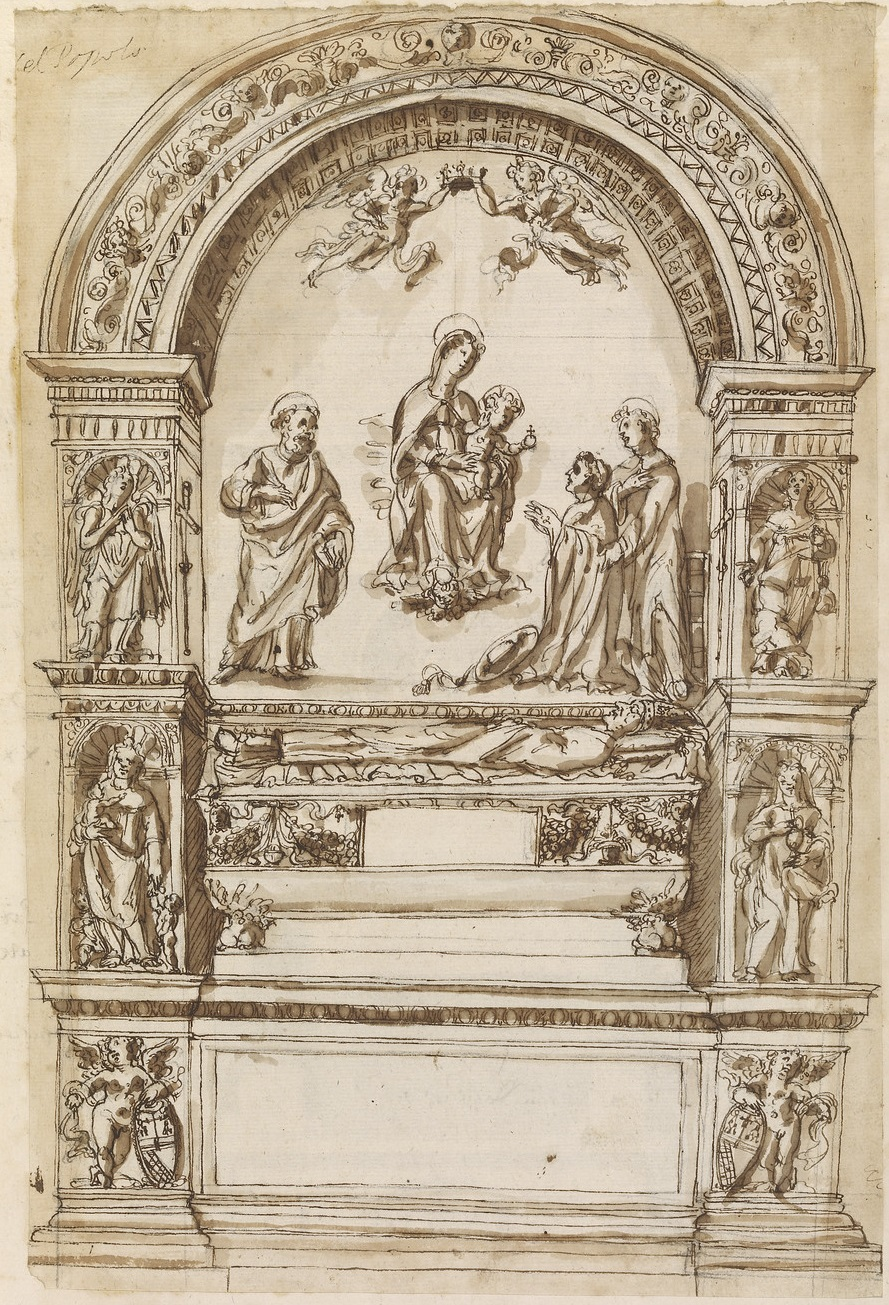
Původní hrobka Lorenza Cyba, která byla později přestavěna (kresba ze 17. století)

Podle archivních pramenů ze 16. století byla kaple založena Theodorinou Cybo (asi 1455–1508), dcerou papeže Inocence VIII. Boční kapli v bazilice získal kardinál Lorenzo Cybo de Mari, papežův oblíbený synovec, někdy mezi roky 1489 a svou smrtí v roce 1503 a zasvětil ji svatému Vavřincovi. Kaple byla vyzdobena freskami italského umělce Pinturicchia a prací školy Andrea Bregno, které byly ztraceny během pozdější přestavby. Původní freska Vergine e il Bambino (Panna a dítě) od Pinturicchia byla sejmuta ze zdi a zaslána v roce 1687 do Toskánska. Fragment byl znovu použit jako oltářní obraz vévodské kaple katedrály v Massy. Náhrobní deska hrobu Lorenza Cybo de Mari byla přenesena do kostela San Cosimato, kde jsou její fragmenty stále zachovány. Je přičítána Andrea Bregnovi a Giovanni Cristoforu Romanovi a pochází z let 1503 až 1510.
V roce 1499 manžel Theodoriny Cybo Gherardo Usodimare náhle zemřel po večeři se svým bratrancem a byl pohřben v bazilice Santa Maria del Popolo, údajně ve své vlastní rodinné kapli. Kaple je poprvé zmíněna v dokumentu z roku 1530 jako „Capella Crucifixi (Kaple ukřižování)“. Tehdy byla obnovena koncese pro syna Theodoriny, korsického biskupa Giambattista Usodimare z rodiny Cybo. Biskup určil na údržbu kaple dotaci 30 zlatých scudo a také daroval cenné sametové a saténové závěsy. Ve své závěti ze dne 1. prosince 1531 vyjádřil přání být pohřben v kapli a pověřil své dědice jejím udržováním. Tehdy byla v kapli stále uložena Theodorina s manželem. V roce 1555 obnovil turínský arcibiskup Cesare Cybo a Francesco Cybo, dědicové biskupa, stálou dotaci kaple. Oltář byl vysvěcen 18. října 1595.
Z původního renesančního interiéru kaple nezbylo mnoho, krom velkého krucifixu na oltáři a desek mramorového obložení. Není jisté, zda měla nějakou malířskou výzdobu. Kapli nechal plně restaurovat v roce 1636 v barokním slohu Innocenzo Cybo († 1640). Stěny a klenbu zdobí dochované fresky Pietera van Linta, k polosloupům vstupního oblouku byly přidány štukové hlavice a hrob byl zakryt novou deskou.
Dnešní kapli nechal postavit kardinál Alderano Cybo (1613-1700), aby zvěčnil slávu své rodiny, vévodů z Massy a knížat z Carrary. Stavební práce začaly v roce 1682 a skončily o pět let později. Kaple byla vysvěcena 19. května 1687. Kardinál pověřil tři malíře, jimiž byli Pietro Francesco Garoli, Luigi Garzi a Carlo Maratta, aby zvěčnili jeho návštěvu v nové kapli obrazem, který je uchován v Museo di Roma. Vstupní oblouk zdobily vévodské erby dynastie Cybo z polychromovaného mramoru.
Tři dědicové kaple z rodiny Cybo se vzdali práva na kapli dne 7. října 1747. Nový majitel hrabě Lorenzo Soderini ji koupil v roce 1821 a v roce 1825 bylo ukončeno její restaurování. Soderini nahradil náhrobní desku, erby, fresky na bočních stěnách a nechal vytvořit novou ediculu pro kříž.

## Popis
- Dřevěný krucifix

Krucifix nad hlavním oltářem je poprvé zmíněn v roce 1530. Barbara Fabjan předpokládá, že autorem byl toskánský umělec Matteo Civitali, objednavatelkou Theodorina Cybo. „Tvář se jeví jako jakási hrubá a rustikální, ale je intenzivně dramatickou replikou eucharistického Cristo in Pietà v Lammari, pozdního díla Civitaliho z let 1496 až 1501,“ říká. Socha Krista na krucifixu byla velmi uctívaná. Sv. Filip Neri prý před ní strávil mnoho času na modlitbách. Papež Řehoř XIII. v roce 1576 soše požehnal. Důvodem pro restaurování kaple v roce 1636 byla „úcta, kterou k soše choval všechen římský lid“. Veškerá umělecká výzdoba měla zdůraznit její význam. Současný dřevěný korintský edikul, který rámuje sochu, pochází až z 19. století, ale podobná stavba byla s největší pravděpodobností vytvořena po roce 1636 jak dokazuje výzdoba kolem oken. Socha byla vyrobena z topolového dřeva potaženého plátnem, štukovaná a malovaná. Kříž byl restaurován v roce 1922, kdy byly vyměněny paže a nohy a kříž se stal modernějším.
- Fresky

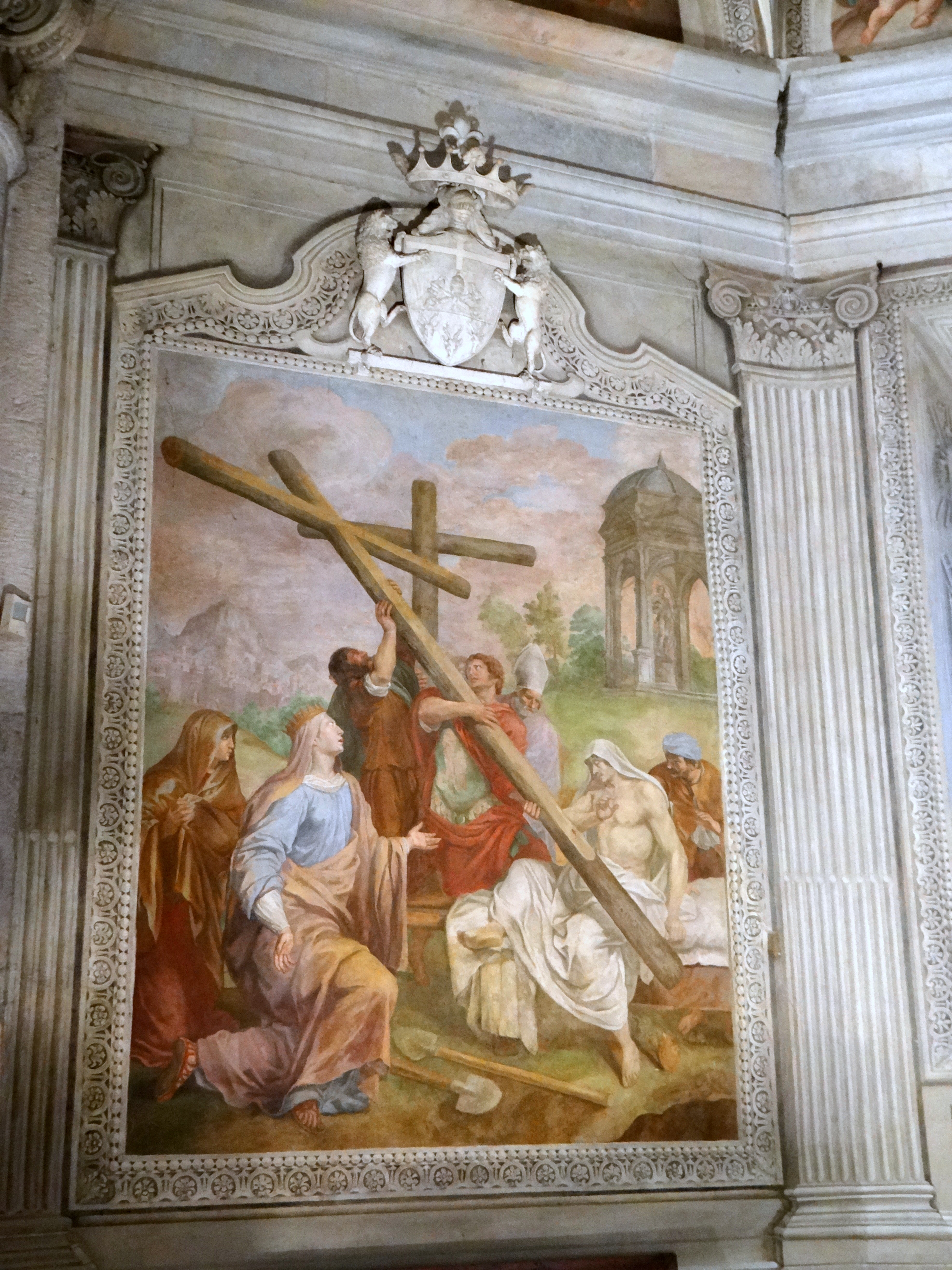
Nalezení Pravého Kříže, Pieter van Lint, Santa Maria del Popolo, po roce 1636

Boční stěny kaple jsou členěny malovanými korintskými pilastry a rámování oken zdobí monochromatické výjevy ze života světců. Vstupní oblouk je zdoben kazetami a rozetami. Dva portréty v oválných medailonech po stranách oltáře představují Innocenza Cybo a jeho manželku (hlava muže je silně poškozena). Výmalbu, která patří k nejlepším z římského období, provedl Pietro Paolo Drei. Dvě velké fresky od vlámského umělce Pietera van Linta zobrazují scény z legendy o Svatém kříži. Vlevo Nalezení svatého Kříže (Ritrovamento della Vera Croci), vpravo Povýšení svatého Kříže (Esaltazione della Santa Croce). První obraz ukazuje okamžik, kdy byl nalezen a identifikován Pravý Kříž: Svatá Helena našla na místě Kalvárie tři kříže a ostatky mrtvého muže. Scéna je zasazena do bukolické krajiny s městem Jeruzalém nalevo a malou svatyní se sochou Apolla napravo. Druhý obraz ukazuje byzantského císaře Herakleia, který v roce 629 přinesl kříž do Jeruzaléma. Císař, nesoucí Kříž, se pokusil se vstoupit do města. Vstoupit ale mohl až když sesedl z koně, svlékl si císařské šaty a zul boty. Brána Jeruzaléma se velmi podobá původní vstupní bráně do Říma, bráně Porta del Popolo, což vyvolává dojem, že procesí přichází po Via Flaminia. Bohatě zdobené štukové rámy obrazů jsou korunovány erbem rodiny Soderini.

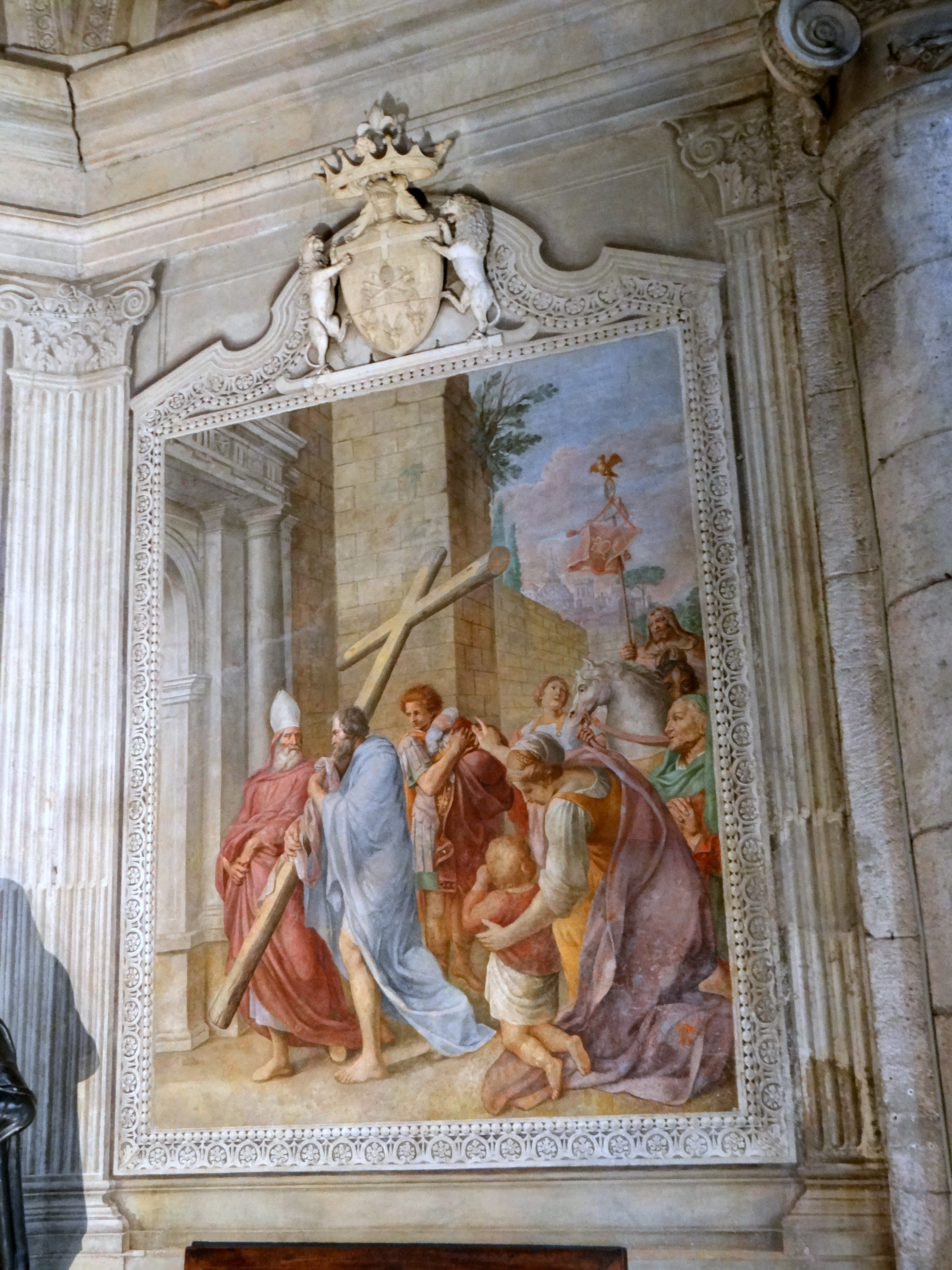
Povýšení Kříže, Pieter van Lint, Santa Maria del Popolo, po roce 1636

Obraz Nalezení svatého Kříže zkopíroval další vlámský umělec, rytec Pieter de Bailliu, působící v Římě kolem roku 1636. Jeho rytina byla publikována za podpory Judocusa Gillise, opata cisterciáckého opatství Sv. Bernarda poblíž Antverp v 50. letech 16. století. Přípravná studie pro tuto fresku byla prodána v Kolíně nad Rýnem v roce 1892.
Fresky na klenbě zobrazují anděly se symboly hněvu (Angels with the Symbols of the Passion). V pěti hlavních polích andělé drží předměty spojené s umučením Krista: fialové roucho výsměchu, trnovou korunu, kříž, roušku sv. Veroniky, kopí, houbu namočenou octem. Ve dvou úzkých polích po stranách jsou buclatí putti, kteří čtou knihu a hrají na hudební nástroje. Freska ve středním poli okula ukazuje Boha Otce obklopeného cherubíny. V klenbě jako součást výzdoby přežil malý znak rodiny Cybo. V Rotterdamu je zachována přípravná studie anděla Pietera van Linta.
V lunetách jsou čtyři proroci, zatímco centrální luneta je plná mraků a dvou putti. Lunetové fresky jsou spojeny s ústředním tématem fresek, protože čtyři starozákonní proroci předpověděli Ježíšovo poslání a smrt. V době baroka mohl erudovaný divák paralely snadno pochopit, přesto byly vysvětleny také pomocí doprovodných nápisů.

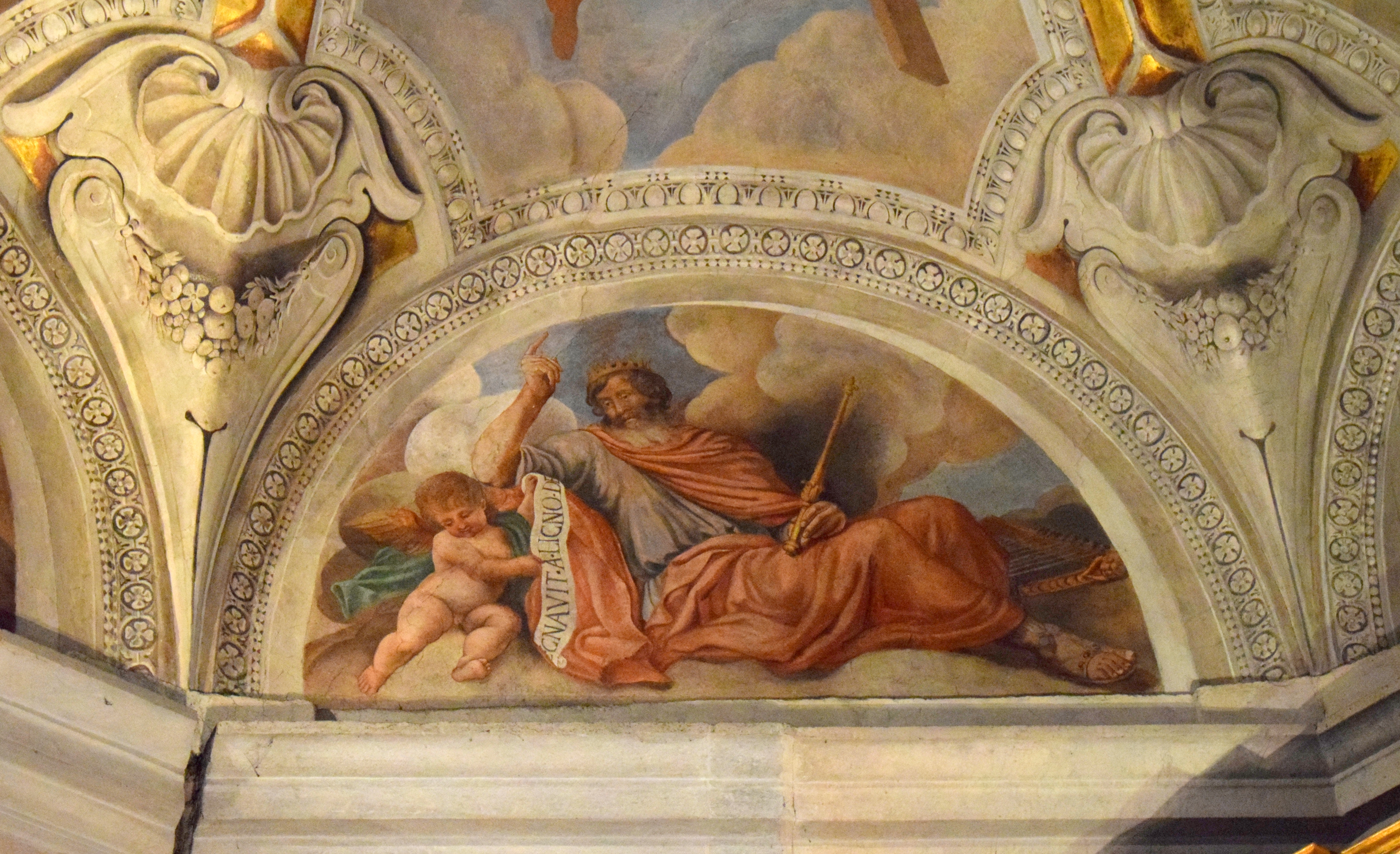
Král David na lunetové fresce, kaple Cybo-Soderini, Santa Maria del Popolo, Pieter van Lint, c. 1636.

Na první lunetě je zobrazen prorok Daniel, který měl vidění, že „Pomazaný bude usmrcen“ (Daniel 9:26), což bylo tradičně interpretováno jako odkaz na Kristovu smrt. Jeho anděl drží tabulku s řeckými, latinskými a hebrejskými písmeny, což je pravděpodobný odkaz na svatou relikvii Titulus Crucis, kterou do Říma také přinesla svatá Helena. Na druhé lunetě je zobrazen král David se svou harfou, žezlem a putti držícím svitek s nápisem: „[R]egnavit a ligno De[us]“, což znamená: „Bůh kraloval ze dřeva“, narážka na kříž. Výraz je odvozen od dnes již zastaralé verze Žalmu 96 v Psalterium Romanum a v této podobě se objevil v latinském hymnu Vexilla regis, který sepsal básník Venantius Fortunatus, žijící v 6. století. Tato slova byla obecně chápána jako proroctví, které předpovídalo ukřižování Krista a jeho vládu nad světem.
Třetím prorokem je Izajáš. Slova na jeho svitku jasně odhalují jeho identitu: „Non est sp[eci]es ei ne [que decor]“, což znamená „neměl žádnou formu ani zdvořilost“. Je to řádek z Izajáše 53, čtvrté služební písně, která byla od apoštolských dob interpretována jako proroctví o Ježíšově utrpení.
Posledním zobrazeným prorokem je Jonáš opírající se o velrybu a na svou tabulku píše následující slova: „Tollite me, et [mittite in mare]“, což znamená „Zvedni mě a [uvrhni mě do moře]“ (Jonáš 1:12). Gesto, že byl připraven vzdát se života, aby zachránil své společníky před jistou smrtí během zuřící bouře, bylo považováno za předobraz oběti Krista. Svatý Augustin napsal: „A jako Jonáš trpěl kvůli těm, kteří byli ohroženi bouří, tak trpěl Kristus kvůli těm, kteří jsou vhozeni do vln tohoto světa.“
- Atributy

Nápis na klenbě jasně uvádí: „PETRUS / VAN LINT / (AN) T (VE) RP (ENSIS) / COLOR (IBU) S / P () R () T () S FEC (IT) / PETR (USA ) PAUL (USA) DREUS / ROM (ANUS) ORNA / MENTA ARCH / ITE (C) T (URAE) DELIN (EAVIT) / AN (NO) SALUT (I) S / [...] “, s odkazem na Pietera van Linta (a také Pietro Paolo Drei). Rok popravy chybí kvůli mezeře, ale velmi jemná přípravná studie pro postavu Jonáše, zachovaná ve Fondation Custodia, nese datum 1637. I přes jednoznačně napsaný výrok, který byl jistě míněn jako reklama pro oba pány, je skutečné autorství díla zpochybňováno. Některé pozdější italské popisy - v letech 1713, 1725 a 1741 - hovoří pouze o umělci fiammingo (vlámském), což naznačuje, že jméno Van Lint nebylo v té době obecně známé. V roce 1674 italský historik známý svou prací Studio di Pittura scoltura et architettura nelle Chiese di Roma (Studie malířství, sochařství a architektury v římských kostelech) Filippo Titi mylně připsal obrazy Luigi Gentilinimu, a tento omyl byl v pozdější literatuře často opakován.
Nyní se uvádí, že fresky v kapli vytvořil Pieter van Lint. Měkké barevné pasáže a klidná krajina ukazují vliv Domenichina a Guida Reniho.
- Hrob

Náhrobní deska je umístěna uprostřed dlážděné podlahy. Latinský nápis uvádí, že hrabě Soderini, římský patricij, obnovil kapli v roce 1825. Kruhová deska s erby Soderini je obklopena šesti okřídlenými lebkami typickým barokním způsobem. Některé části náhrobní desky jsou pravděpodobně starší než z 18. století. U vchodu do kaple je masivní renesanční mramorový parapet z 15. století zdobený vázami, rohy hojnostmi a symboly rodiny Cybo.
- Tabulka

Před kaplí nás deska s nápisem na levém sloupu informuje o odpustkovém privilegiu, které kapli udělil papež Řehoř XIII. v roce 1576. Mše slavená u oltáře za mrtvé osvobodí jejich duše od očistce. Deska z černého mramoru je zasazena do bílého kamenného rámu zdobeného volutami a okřídleným andělem. Je korunována klenutým zlomeným štítem a znakem papeže.

## Galerie

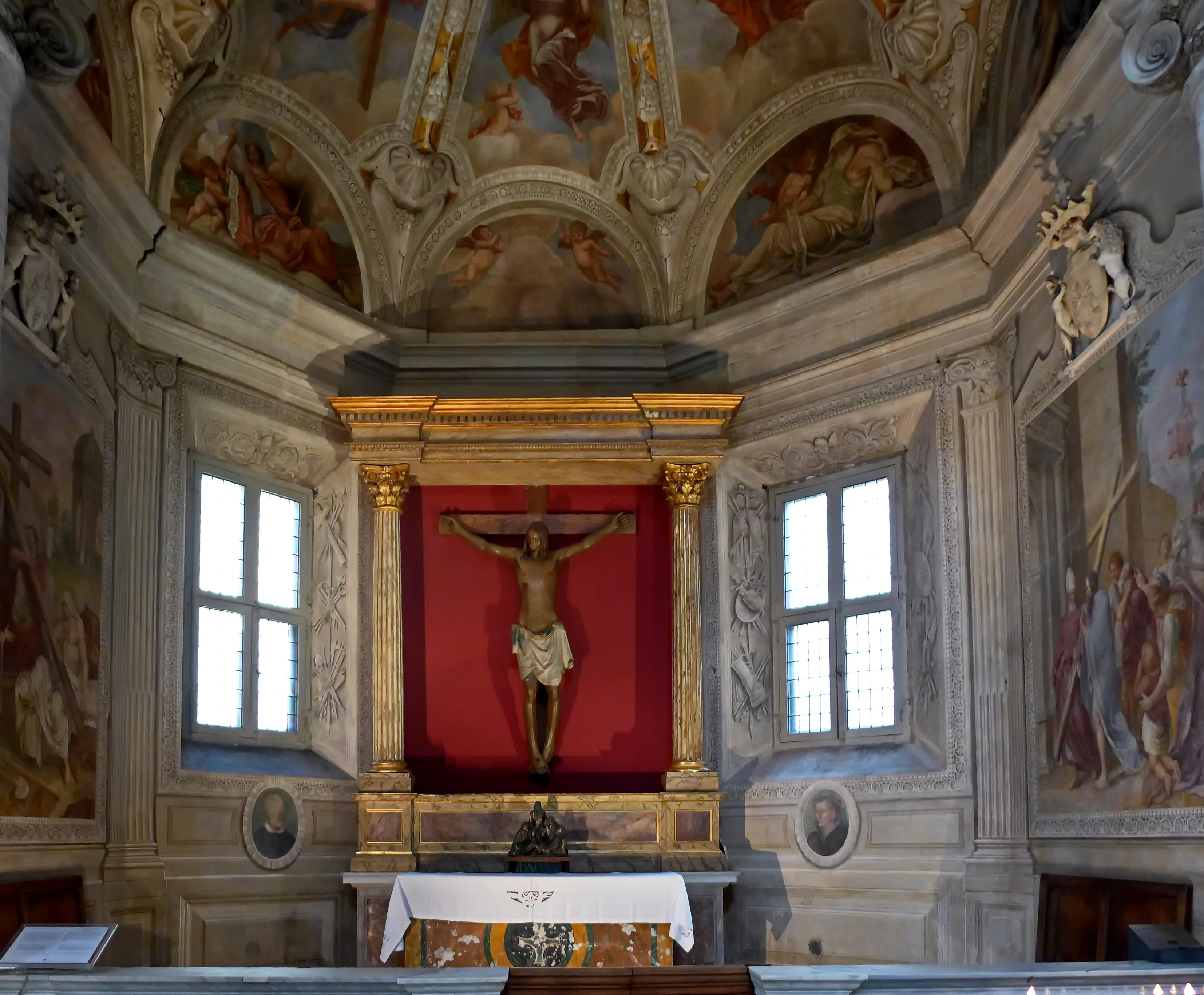
Celkový pohled
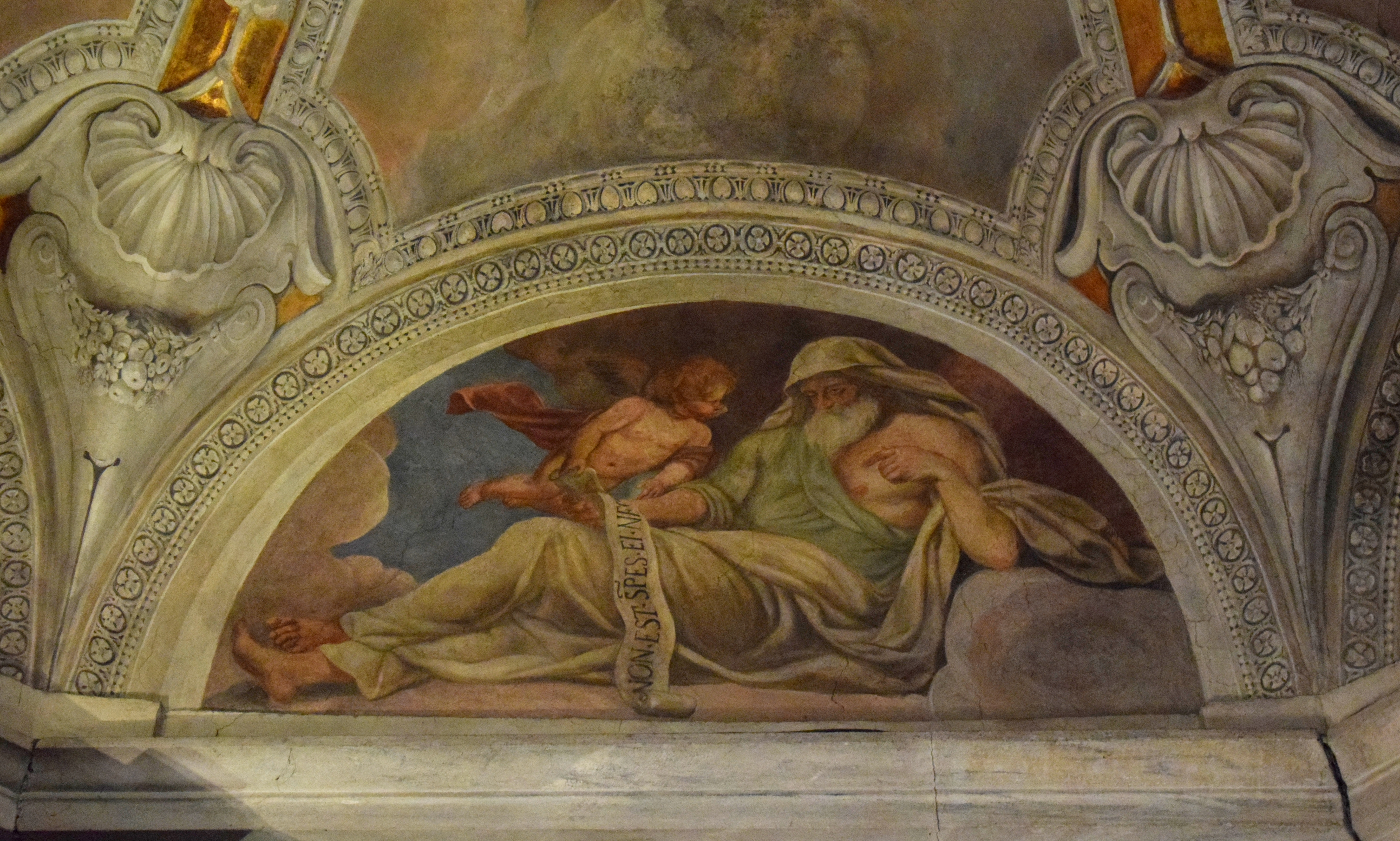
Prorok Izajáš
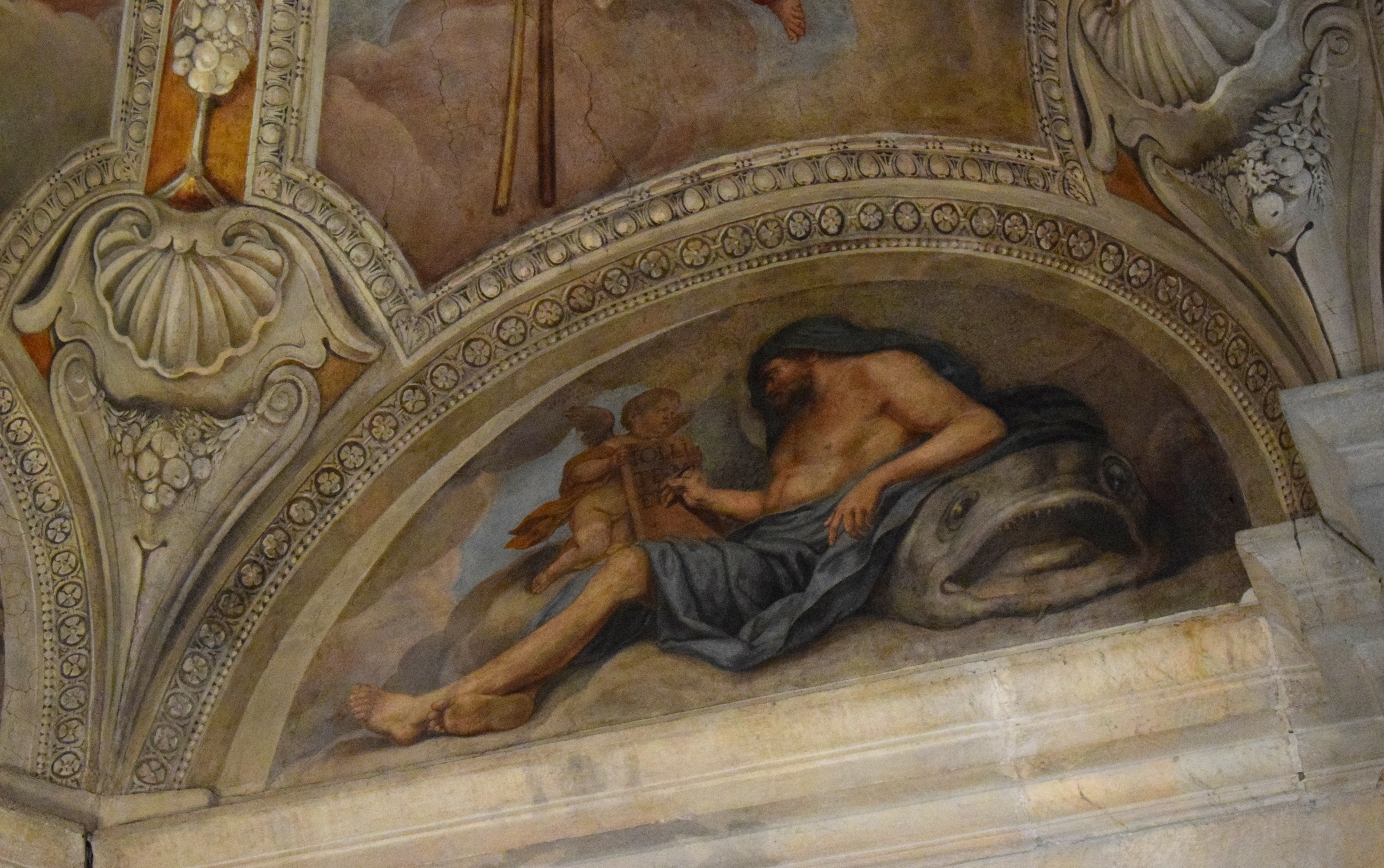
Prorok Jonáš
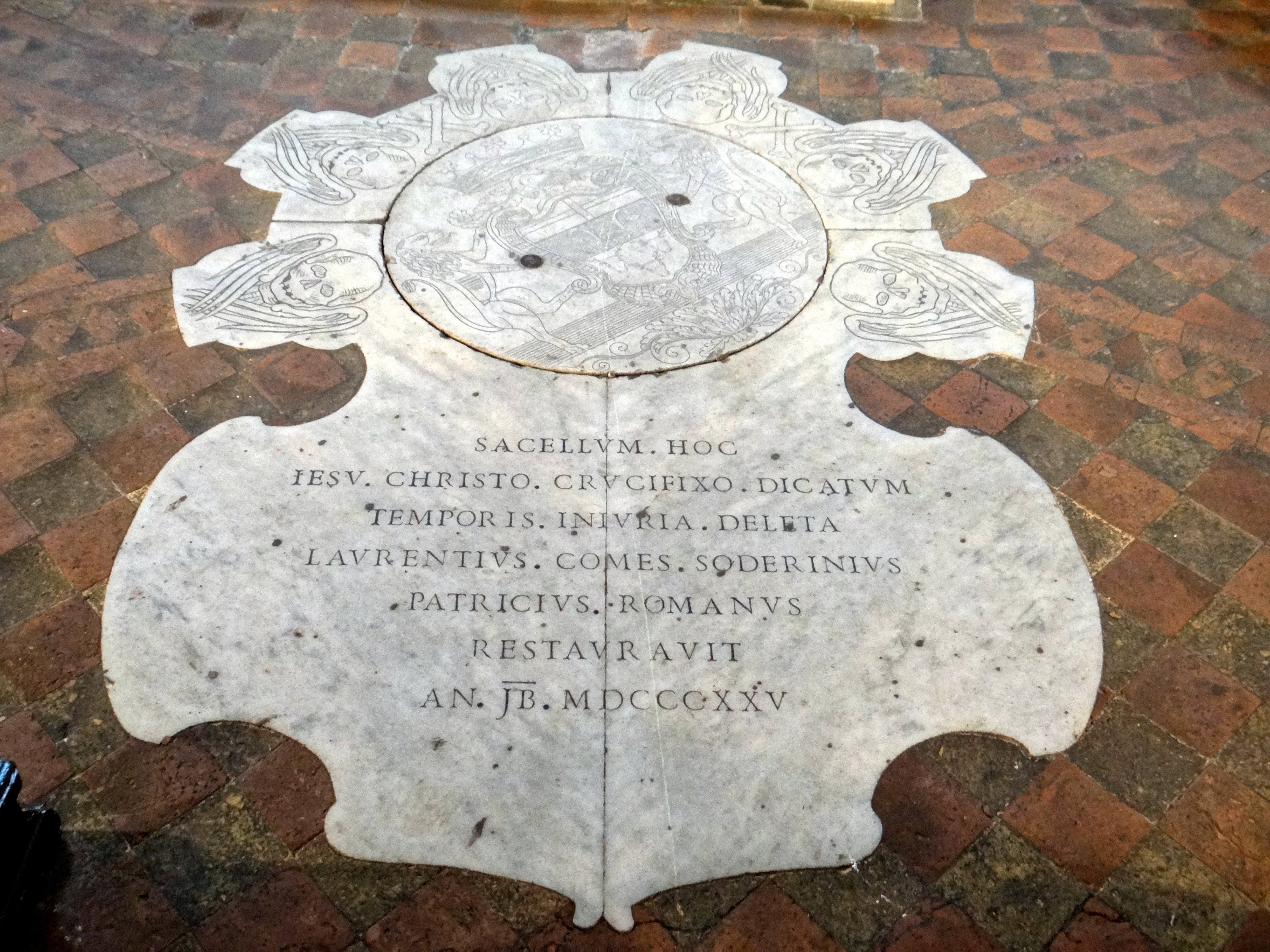
Náhrobní deska Lorenza Soderiniho
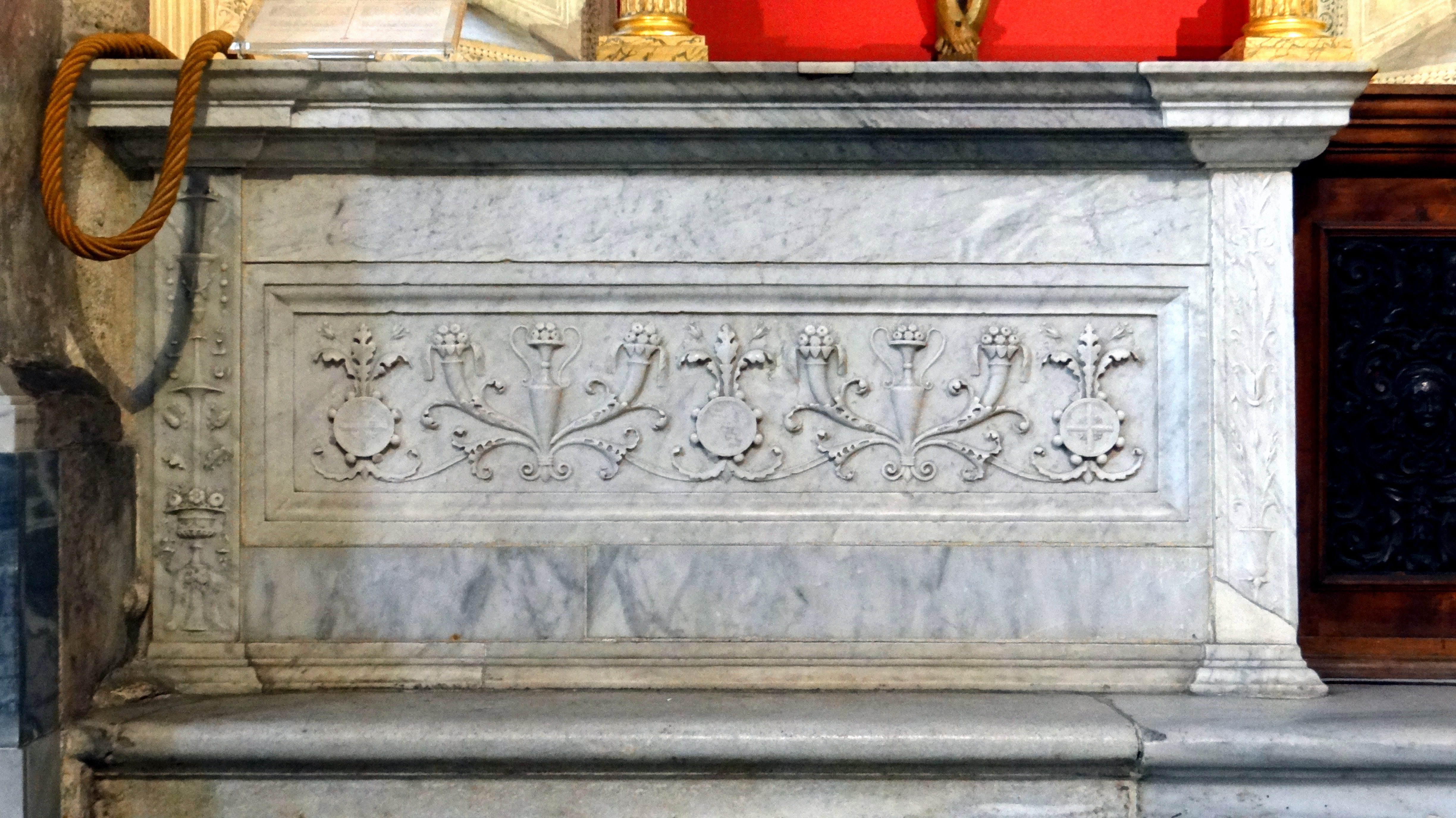
Renesanční obložení
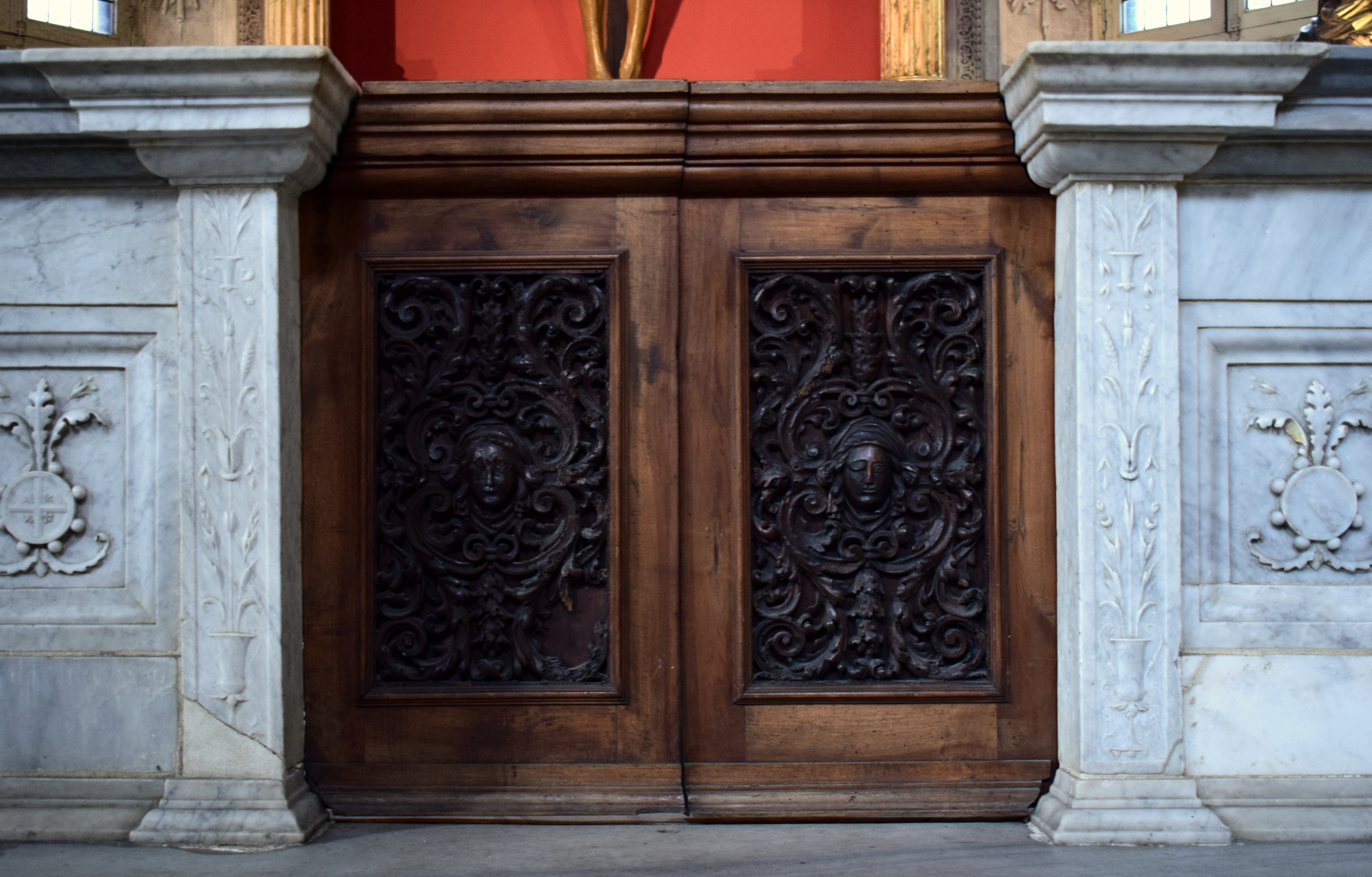
Dřevěné dveře
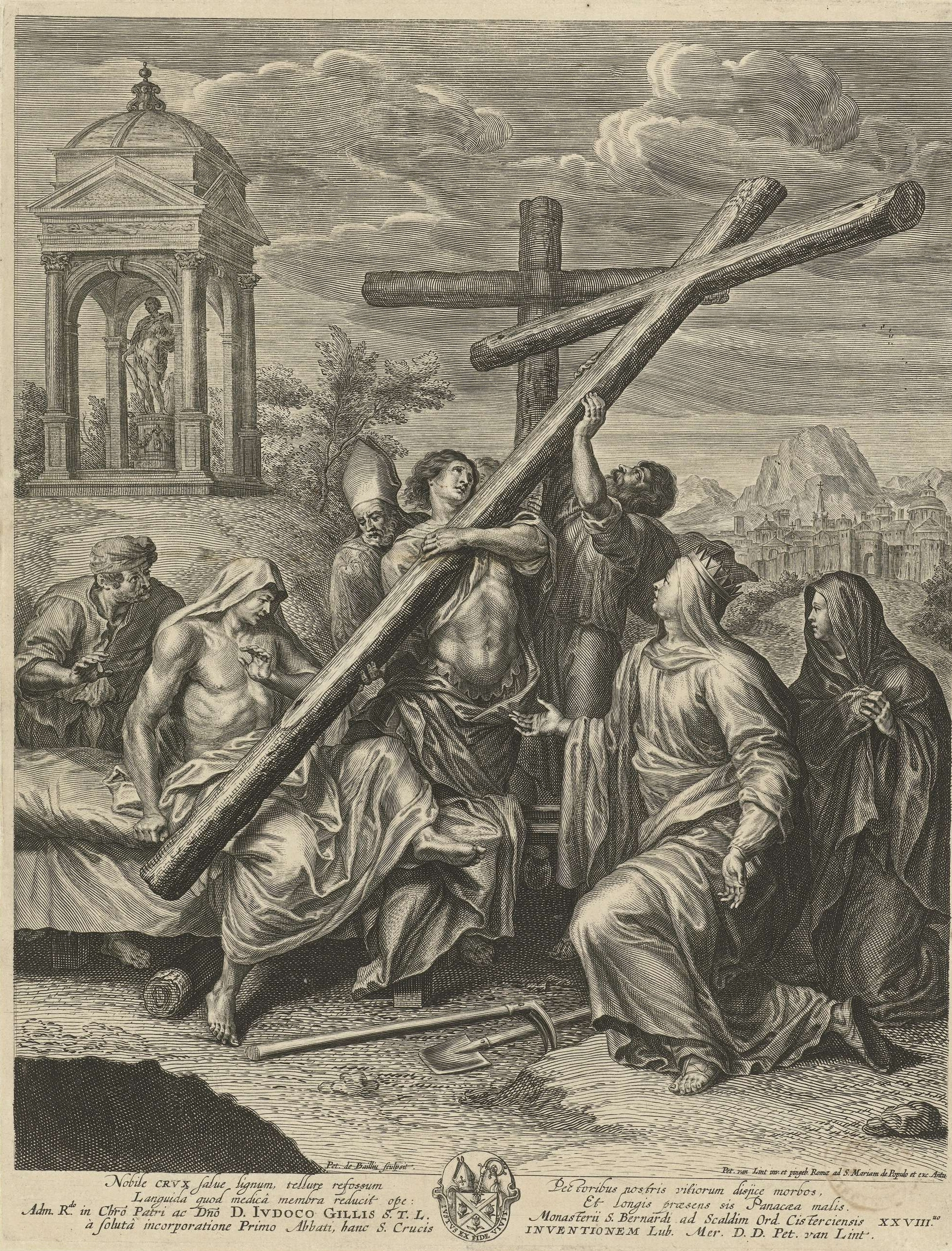
Rytina Pieter de Bailliu